# Alison Etheridge
Pour les articles homonymes, voir Etheridge.
Alison Mary Etheridge (née en 1964) est une mathématicienne britannique, professeure de probabilité et chef du département de statistique, Université d'Oxford,,,. Etheridge est membre du Magdalen College d'Oxford.

## Éducation
Etheridge a fait ses études à la Smestow School (en) et à l'Université d'Oxford où elle a obtenu un Master of Arts suivi d'un doctorat en 1989 pour des recherches dirigées par David Albert Edwards,.

## Carrière et recherches
Après son doctorat, Etheridge a détenu des bourses de recherche à Oxford et Cambridge et des postes à l'université de Californie à Berkeley, à l'université d'Édimbourg et à l'université Queen Mary de Londres avant de retourner à Oxford en 1997.
Au cours de sa carrière, ses intérêts ont varié de problèmes mathématiques abstraits à des applications concrètes comme en témoignent ses quatre livres qui vont d'une monographie de recherche sur des objets mathématiques appelés superprocessus à une exploration (co-écrite avec Mark H. A. Davis (en)) de la percolation des idées de la thèse révolutionnaire de Louis Bachelier en 1900 à la finance mathématique moderne.
Une grande partie de ses recherches récentes portent sur les modèles mathématiques de la génétique des populations, où elle a été particulièrement impliquée dans les efforts pour comprendre les effets de la structure spatiale des populations sur leurs modèles de variation génétique.
Etheridge a apporté des contributions importantes à la théorie et aux applications des probabilités et aux liens entre elles. Ses domaines de recherche particuliers ont porté sur les processus de mesure de la valeur (en particulier les superprocessus (en) et leurs généralisations); en génétique théorique des populations ; et en écologie mathématique (en). Un accent récent a été mis sur la génétique des populations spatialement étendues, où elle a exploité et développé des liens inextricables avec l' analyse stochastique à dimensions infinies. Sa résolution de la soi-disant « douleur dans le tore » est typique de son travail en ce qu'elle s'appuie sur des idées de divers domaines, des processus de mesure à l'analyse d'images. Le résultat est un cadre flexible pour la modélisation des populations biologiques qui, pour la première fois, combine l'écologie et la génétique de manière exploitable, tout en introduisant une classe de processus stochastiques nouvelle et mathématiquement intéressante. L'étendue de ses contributions est illustrée par les thèmes de ses quatre livres, qui vont de l'histoire des mathématiques financières à la modélisation mathématique en génétique des populations.

### Prix et distinctions
Etheridge est élue membre de la Royal Society (en) (FRS) en 2015 et membre de l'Institut de statistique mathématique en 2016. Sa citation indique : 

« for outstanding research on measure-valued stochastic processes and applications to population biology; and for international leadership and impressive service to the profession. »

Le 1er août 2017, elle entame un mandat d'un an en tant que présidente de l'Institut de statistique mathématique, dont elle est actuellement présidente élue. Elle reçoit le prix senior Anne Bennett de la London Mathematical Society en 2017, en reconnaissance de ses recherches exceptionnelles sur les processus stochastiques à valeur mesurée et leurs applications à la biologie des populations; et pour son leadership impressionnant et son service à la profession, et est nommée officier de l'Ordre de l'Empire britannique (OBE) lors des honneurs d'anniversaire 2017 pour services rendus à la science.